# MSC Gülsün
MSC Gülsün — контейнеровоз класса Post-Triple E-Class, ставший на момент своего спуска на воду в 2019 году крупнейшим в мире, включая не только контейнеровозы, но и все пассажирские суда, Symphony of the Seas и её сестёр. В 2023 году самым вместительным в мире стал контейнеровоз MSC Tessa. 
Построен южнокорейской компанией Samsung Heavy Industries, для швейцарско-итальянской Mediterranean Shipping Company. 

## Параметры
- Длина — 400 м (52 двадцатифутовых контейнера)
- Ширина — 61,5 м (24 контейнера)
- Высота — 33,2 м
- Вместимость — 23 756 TEU